# فرات سدیم
 سدیم فرات (به انگلیسی: Sodium ferrate) با فرمول شیمیایی Na2FeO4 یک ترکیب شیمیایی است. که جرم مولی آن 165.8221 g/mol  می‌باشد. شکل ظاهری این ترکیب، جامد بنفش تیره است.
فرات سدیم(فرات(VI)) - آهن شش ظرفیتی- کارامدترین ماده در تصفیه آب و فاضلاب است. این ماده دارای خاصیت ضدعفونی کنندگی و اکسیدکنندگی بسیار قوی به همراه خاصیت انعقادسازی همزمان است. فرات سدیم با داشتن بالاترین قدرت ضدعفونی کنندگی و اکسید کنندگی(حتی قوی‌تر از اوزون) یک ماده شیمی سبز بوده که هیچ اثر مخربی برای محیط زیست و سلامتی انسان ندارد. فرات سدیم یک منعقد کننده کارآمد نیز می‌باشد. در اثر عمل اکسیداسیون توسط فرات(VI) محصول واکنش آهن سه ظرفیتی می‌باشد. آهن سه ظرفیتی در محلولهای آبی تشکیل ذرّات غیر محلول هیدروکسید فریک را می‌دهد که یک منعقدکننده قوی به حساب می‌آید. بنابراین فرات سدیم می‌تواند یک عملکرد دوگانه داشته باشد. به صورت همزمان و در یک مرحله اکسیداسیون و منعقدسازی را انجام دهد. منافع مورد انتظار از این اثر ترکیبی که در عملیات‌های پیشرفته تصفیه آب و پساب¬ استفاده می‌شود شامل، کیفیت بالاتر آب و پساب تصفیه شده، هزینه‌های عملیاتی و سرمایه پایین‌تر است. فرات(VI) قادر به حذف بو، COD، BOD، نیترات‌ها، فسفات‌ها، کدورت، TOC، سولفیدها، NOM، رنگ، فلزات سنگین و ترکیبات آروماتیک، سورفاکتانت‌ها، دترجنت و ... از آب و فاضلاب‌های شهری، انسانی و صنعتی است. با توجه به دوز مصرفی از این ماده می‌توان فاضلاب‌ها را در حد استاندارد برای تخلیه در محیط زیست، آبیاری گیاهان مثمر و غیر مثمر، آب صنعتی و مصرف آب شرب تصفیه کرد. در سال 2014 سازمان بهداشت و محیط زیست ایالت متحده آمریکا(EPA) که مورد تاییدیه سازمان استاندارد ایران است فرات(VI) را به عنوان برترین ماده تصفیه کننده از نظر اقتصادی، زیست سازگاری و سایر جوانب معرفی نموده است. فرات سدیم به سه روش الکتروشیمیایی، شیمی تر و اکسیداسیون دمای بالا در گذشته تولید شده است. قیمت تمام شده به این روش‌ها بسیار بالا بوده و این امر سبب شده است این ماده نتواند جایگاه خود را در حوزه صنعتی بدست آورد و تجاری شدن آن را با مشکل روبرو ساخته است. در ایران، شرکت سرور پویان رستاخیز این ماده ارزشمند را به روش پلاسما محلولی تولید می‌نماید این امر باعث کاهش قیمت تمام شده و افزایش عملکرد این ماده به دلیل نانوشدن ابعاد آن گردیده است. این شرکت نمک فرات(VI) را به صورت سوسپانسیون(30 گرم در لیتر)، کیک(800 گرم در لیتر) و پودر با خلوص 98 درصد وزنی تولید می‌نماید. نمک فرات(VI) به صورت فرات سدیم، پتاسیم، سدیم-پتاسیم و استرانسیم قابل تولید است که در این میان نمک فرات سدیم ارزان قیمت‌تر می‌باشد.
1. ↑  Micic, R.; Jokic, A.; Simonovic, R.; Arsic, B.; Mitic, M.; Galonja-Coghill, T.; Cekerevac, M.; Nikolic-Bujanovic, Lj. (2019-03). "Application of Electrochemically Synthesized Ferrates (VI) for the Removal of Th(IV) From Natural Water Samples". Journal of Water Chemistry and Technology (به انگلیسی). 41 (2): 101–104. doi:10.3103/S1063455X19020061. ISSN 1063-455X. {{cite journal}}: Check date values in: |date= (help)
2. ↑  Henheik, Prisca; Koester, Vera (2014). "Safe Drinking Water: Solutions and Challenges". ChemViews. doi:10.1002/chemv.201400068. ISSN 2190-3735.